# 12182 Storm
12182 Storm este un asteroid din centura principală de asteroizi.

## Descriere
12182 Storm este un asteroid din centura principală de asteroizi. A fost descoperit pe 27 octombrie 1973 la Tautenburg de Freimut Börngen. El prezintă o orbită caracterizată de o semiaxă mare de 2,39 ua, o excentricitate de 0,15 și o înclinație de 1,9° în raport cu ecliptica.